# Губадов, Ариф Валиш оглы
Ариф Валиш оглы Губадов (азерб. Arif Vəliş Oğlu Qubadov; 20 сентября 1966 — 26 сентября 2009) — военнослужащий Вооружённых сил Республики Азербайджан, Национальный Герой Азербайджана (1995).

## Биография
Родился Ариф Губадов 20 сентября 1966 года в селе Аликасымлы, недалеко от Джалильабада, Азербайджанской ССР. В 1983 году окончил среднюю школу села Алигамлы Джалильабадского района. В 1984 году Джалильабадским районным военным комиссариатом был призван на военную службу в Вооружённые силы Советского Союза. Службу проходил в различных частях СССР.
С 1992 года он начал службу в Национальной армии Азербайджана. Был направлен к местам вооружённых конфликтов в Садаракском районе Нахичеванской Автономной Республики. В 1993 году Ариф был направлен в Агдамский район. Под его руководством были освобождены сёла Афатли и Юсифджанлы. С августа 1993 года находился в Физулинском районе. Сёла Ахмедбейли, Нижний Курмахмудлу и Верхний Курмахмудлу, Алханлы были освобождены подразделениями под командованием Арифа Губадова. В 1994 году воевал в Тертерском и Агдеринском районах.
В 1996 году завершил обучение в Бакинской Объединённой школе командиров, а в 2003 году закончил учиться на отделении пограничных войск Академии МВД Азербайджанской Республики.
Подполковник запаса Ариф Губадов скончался 26 сентября 2009 года в Военно-Медицинской Академии Гюльхане, в Турции, где проходил лечение.
Ариф был женат, воспитывал троих детей.

## Память
Указом Президента Азербайджанской Республики № 307 от 4 апреля 1995 года Арифу Валиш оглы Губадову было присвоено звание Национального Героя Азербайджана.
Похоронен в родном селе Алигасымлы Джалильабадского района Республики Азербайджан.